# Rafael Monllor Belenguer
Rafael Monllor Belenguer (Alcoi, 19 de febrer de 1906),va ser un combatent republicà valencià deportat pels nazis durant el seu exili a França.

## Joventut
Monllor va créixer en un entorn de classe social treballadora en una família humil valenciana. Passa la seva infància i adolescència a la ciutat alcoiana. A vint o a vint-i-un anys, no se sap amb exactitud, va anar al servei militar del nord d'Àfrica, al Marroc. El Marroc aleshores, era un protectorat espanyol i francès, amb moviments bèl·lics on permanentment hi havia soldats. Allà s’hi va estar de 2 a 3 anys complint el servei militar i després va tornar a Alcoi. La monarquia, l'any 1923 anomena el general Primo de Rivera i s’estableix una dictadura militar la qual durarà fins al 1930.

## Família
El Rafael provenia d'una família de classe treballadora, com milers de famílies espanyoles. Persones que havien construït la seva vida sense tenir una base o una estabilitat econòmica d'ajuda; al darrere de tot el que posseïen hi havia hores i hores de treball. Treballs generalment força precaris i mal pagats. Arribat a la seva ciutat natal, comença a treballar de teixidor a la indústria tèxtil, on coneix a Maria Llorens, la què serà la seva futura esposa. Els dos germans de Rafael; Josep i Camil, ja vivien a Sabadell moguts per la indústria tèxtil, ja que tant Alcoi com Sabadell eren dues ciutats amb forts vincles del sector tèxtil. La relació amb la Maria Llorens Ferrer va prosperar i es van casar, i el fet de tenir dos germans ja a Sabadell, va impulsar a la jove parella a venir a viure a Sabadell l'any 1930, amb la possibilitat de tenir més feina i estar acompanyats de la família. El 1933, neix el meu avi Rafel Monllor Llorens. A Sabadell, la nova família viu amb els germans en una casa fins que troben un establiment on anar a viure junts al carrer Llobet, on ara es troba una llamborda Stolpersteine en la memòria i reconeixement d'en Rafael Monllor. Davant de la casa s'hi troba una Placa Stolpersteine (carrer Llobet 32), en memòria de les víctimes de l'Holocaust, Sabadell.

#### Maria Llorens Ferrer
Maria Llorens Ferrer nascuda l'any 1907 a Alcoi (Alacant), no hi ha documents dels quals consti el dia i l'any de naixement. Va passar la infància i adolescència a la localitat valenciana juntament amb els seus pares Francisca Ferrer i Josep Llorens; les seves germanes Matilde i Carme els seus quatre germans que van morir en la seva infantesa per malalties incurables de l'època.
La seva mare netejava a l'edifici de la seu del <<Banco d'España>> i el seu pare, Josep, treballava de mà d'obra al camp.
En créixer en una situació socioeconòmica baixa, la Maria havia d'ocupar-se de les seves germanes petites i dels seus quatre germans. Al cap de pocs anys, va començar a treballar en una empresa tèxtil per poder aportar diners a la seva família.
La seva joventut es va veure plena de tristesa en viure la mort dels seus germans petits els quals ella tant havia cuidat. Aquestes tràgiques defuncions van fer de Maria Llorens, una dona inquieta i flexible, amb un caràcter hospitalari i determinant. Comptant amb el fort masclisme que es vivia durant el regnat d'Alfons XIII, i sobretot per la dona de classe obrera, ella i moltes dones treballaven a la fàbrica i a casa hores il·limitades.
L'any 1930, després de dur una relació sentimental amb Rafael Monllor Berenguer, van decidir casar-se. Així és, que amb vint-i-tres anys, Maria Llorens era una dona casada amb una perspectiva de futur acompanyada del seu marit. Aquest mateix any, es van traslladar a Sabadell on els germans d'en Rafael ja vivien. Els dos es van introduir en la indústria tèxtil sabadellenca.

## Context internacional
La República va viure en una conjuntura internacional difícil.
D'una banda, la crisi econòmica derivada del crac del 29; d'altra banda, l'ascens dels totalitarismes. Ambdós factors es posaren en contra de la voluntat reformista i democràtica de la República.

##### Crisi econòmica del 1929
La crisi econòmica del 1928 va esclatar el 24 d'octubre d'aquell any, enmig d'una gran eufòria (a causa de la reconstrucció econòmica d'Europa, de l'ingrés dels països tropicals en el comerç internacional i de la gran expansió econòmica dels EUA), quan un crac va ensorrar la borsa de Nova York, que no es va superar fins a l'any 1932. A Europa, la crisi arribà el 1931.
La magnitud de la crisi va determinar una variació de les estructures econòmiques i polítiques, en el sentit que motivà el pas de l'economia capitalista liberal a una economia capitalista dirigida.
Això va provocar una profunda depressió, és a dir, un estancament econòmic.

##### Totalitarisme
El model de règim polític totalitari va anar creixent en altres països europeus al mateix període que Espanya vivia amb la Segona República Espanyola. El totalitarisme exercia una forta intervenció en tots els ordres de la vida d'una nació o d'un estat i que concentrava la totalitat dels poders estatals en mans d'un grup o partit, no respectant o reduint els drets cívics i polítics i les llibertats públiques. Identificat sovint amb els règims extremistes de dreta o d'esquerra, s'oposava a la concepció liberal i democràtica, per tal com pretén d'organitzar d'una manera dictatorial la vida privada i pública de la societat. Té com a trets característics l'existència d'un partit únic disciplinat, centralitzat i dotat d'un fort suport ideològic, sota el comandament d'un cap al qual s’atribueix un cert poder carismàtic i que controla l'administració i traça les directrius polítiques. També un estret control dels mitjans d'expressió i de comunicació, un eficaç aparell repressiu, una política exterior de caràcter imperialista i militarista i una actitud intolerant envers les comunitats nacionals existents dins l'estat.

##### Feixisme
El feixisme també van tenir certa influència durant l'etapa republicana, el qual va ser ben vist pel bàndol nacionalista.
De l'italià fascio (feix), el mot prové dels fasci di combattimento creats per Mussolini l'any 1919. Sistema polític implantat a Itàlia per Mussolini, poc després de la Primera Guerra Mundial, caracteritzat per un nacionalisme radical que va esdevenir una autèntica dictadura amb partit únic, censura de premsa, tribunals militars per als delictes polítics i sindicats verticals. Dels règims autoritaris i nacionalistes apareguts a Europa durant l'època d'entreguerres o la ideologia política, el seu objectiu era la instauració d'un règim autoritari, de base corporativista, imperialista i racista.

##### La Guerra Civil Espanyola des de la perspectiva internacional
La Guerra Civil Espanyola va ser un fet de ressò internacional, ja que es va concebre des del primer moment com una confrontació entre les forces democràtiques i revolucionaries contra els règims feixistes que en aquell moment estaven creixent a Europa.
Els governs d'Alemanya i d'Itàlia van veure la confrontació d'un sector feixista contra una república d'esquerres com una oportunitat per frenar l'expansió del comunisme, així que no van dubtar en donar tot el suport possible als insurrectes (nacionals).
D’altra banda, l'opinió democràtica i progressista internacional es van manifestar a favor de la república. Combatents d'arreu del món van constituir les Brigades Internacionals, que van arribar a sumar més de 50.000 homes al llarg de la guerra.
L'URSS va ser el principal punt de suport de la república espanyola, en canvi, les democràcies europees, França i Anglaterra, no van posicionar-se per evitar l'extensió del conflicte. La república havia demanat ajut a França, que era l'aliat més proper, però aquesta estava condicionada per Anglaterra, ja que havia comunicat a França que si intervenia, no donaria suport a la seva política internacional davant de l'amenaça de l'Alemanya nazi de Hitler.
Aquestes dues nacions van crear un comitè de no-intervenció, al que s’hi van sumar vint-i-set països. Per la república espanyola això va ser un cop difícil, ja que no rebia tant ajut militar cosa que va dur a aquest bàndol a la derrota.

## Rafael al front d'Osca
Els anys 1930 fins al 1936 abans de començar la Guerra Civil Espanyola van ser anys de molt moviment social: els obrers s’organitzaven en sindicats i partits polítics; es promouen unes eleccions municipals arreu d'Espanya. La majoria de la població, sobretot en les grans ciutats, van votar a partits republicans. Igual passava Sabadell i, per tant, la monarquia es va veure obligada a exiliar-se i es va proclamar la Segona República Espanyola (1931-1939). Temps convulsos van derivar l'inici de la guerra, amb un cop d'estat dels colpistes, que no va acceptar la derrota i volia imposar el règim franquista.
El Rafael estava en moviments sindicals, la UGT (Unió General de Treballadors). Els poders fàctics d'Espanya que van crear el bàndol franquista, no van acceptar els resultats de les eleccions i van impulsar la guerra. Quan va esclatar la Guerra Civil (1936) en Rafael s’allistà voluntàriament per defensar uns ideals que per ell era la República, i ho fa com a milicià de les milícies republicanes, com altres milers de persones.
En Rafael en preveure que a Catalunya hi hauria més problemes, va decidir portar al seu fill Rafel Monllor amb la seva àvia i tietes a Alcoi. Així ho va fer, i les coses es van capgirar.
Durant la guerra civil queda constància en cartes i documents que ell va lluitar en la batalla del Segre i al front d'Osca.
“Ha terminado la limpieza de los alrededores de Huesca y el enemigo está muy alejado de la plaza”; aquesta va ser la frase que va anunciar la victòria del bàndol nacional per honorificar els dos anys de barbàrie què es va viure en aquesta regió.
Declarada la Guerra Civil Espanyola la matinada del 19 de juliol, Osca va ser presa per centenars de soldats i el suport de la Guàrdia Civil i la d'assalt. Dos dies més tard, va tenir lloc el primer bombardeig d'aviació republicana on els grups anarquistes tenien una forta importància, ja que per exemple a Catalunya, eren nombrosos els seguidors de l'anarquisme. A Osca, es calculen més de 2.000 projectils entre atacs aèris i d'artilleria. L'exèrcit franquista situat a la plaça central de la ciutat i cada vegada amb més reforços, feia que l'atac i la defensa dels republicans es quedés estancada. El març de 1937, la data en la qual en Rafael es trobava al front d'Osca, es va registrar una activitat ofensiva que donà esperances d'una victòria republicana en la zona.
Malgrat aquest aire esperançador, entre la primavera i l'estiu de 1937, les tropes republicanes van anar perdent soldats, ja que la resistència franquista aguantava i atacava amb fortalesa.
Un any més tard, el 24 de març de 1938 es va dur a terme l'últim intent ofensiu de l'exèrcit republicà. L'endemà es va aixecar un setge per part de les tropes colpistes les quals es van dividir en dos, van desmoralitzar i matar republicans i van destrossar el lloc on es trobaven. Durant la batalla d'Osca van morir 118 persones, 212 en van resultar ferides i 93 d'elles eren nens i civils. Pel bàndol republicà, hi va haver 545 represaliats que van ser empresonats en l'actual desapareguda presó de la plaça de la Concepció Arenal, i que posteriorment van ser afusellats davant dels cementiris. Els recomptes finals apunten que va haver-hi 137 bombardejos contant les ofensives d'ambdues tropes i més de 900 tones de metralla llençades a la capital d'Osca. Van deixar el territori destrossat, sense comunicacions ferroviàries i sense carreteres per les quals es pogués circular. Es va tallar el subministrament d'aigua i la taxa de mortalitat infantil es va intensificar perquè amb la guerra van arrossegar malalties i l'escassedat de recursos no van poder frenar-ho.
En Rafael queda registrat que estigué al front d'Osca almenys el mes de març de 1937, període en què es veia possible una victòria republicana. Podem apreciar aquest caire de fortalesa i voluntat en el missatge que escriu a la fotografia.
En Rafael envià una fotografia seva amb un text al revers mentre estava al front d'Osca amb les milícies republicanes, i diu així: "Recuerdo de mi estada en el frente de Huesca cumpliendo con mi deber de hombre antifascista. Vuestro primo, Rafael Monllor. 12-3-1937"

## L'espera a la frontera francesa d'en Rafael
Davant de la derrota republicana en Rafael va participar amb la Centúria Alpina sent carrabiner. La tasca consistia a procurar que hi hagués un mínim d'ordre a la frontera durant la retirada
cap a França, perquè en mig d'aquella situació dramàtica la gent anava desorientada cap a un destí imprevisible. Rafael va ser dels últims en travessar la frontera.
Amb la guerra perduda, igual que tota aquella gent que travessava la frontera desesperada, va començar el seu periple particular de retirada i exili forçat.
En el temps d'espera a la frontera, en Rafael estava en constant contacte amb la seva dona. Maria Llorens rebia amenaces d'unes veïnes les quals l'advertien que si en Rafael tornava a casa, elles el farien agafar.
Anys enrere, ser sindicalista i la funció dels sindicats era diferent de la que coneixem avui. Abans, per trobar feina havies d'apuntar-te a les llistes dels sindicats del teu sector de treball.
Aleshores, les veïnes ja mencionades, que treballaven també de teixidores, van demanar-li al Rafael (que era sindicalista) que les posés de les primeres de la llista. En Rafael, però, va agafar la llista i els va mostrar les darreres pàgines, on ell estava apuntat. Va assenyalar el seu mateix nom, indicant que havia d'apuntar-les allà on els pertoqués. Pel fet que al Rafael va rebutjar la seva demanda, aquestes es van enfadar i, en acabar la Guerra Civil Espanyola i en estar en ple franquisme, van començar a dir-li a Maria Llorens que, si en Rafael tornava, l'agafarien els “grisos”.
Malauradament, aquests no són els dos únics motius pels quals en Rafael no podia tornar a Espanya. El perquè que engloba tots aquests motius és que Franco governava en forma de dictadura a Espanya i considerava apàtrides als seus opositors. És per això que en Rafael no estaria segur al tornar a Sabadell, perquè el podrien agafar en qualsevol moment (i amb més possibilitats per culpa de les seves veïnes). A més, Maria Llorens sentia rumors de què companys d'en Rafael es trobaven a la presó Model de Barcelona i això li feia témer un futur semblant pel seu marit.
En Rafael, per assegurar-se de què el seu retorn no li comportaria tants problemes necessitava uns avals d'en Pedro. En Pedro és el marit de la seva padrina i, aquest li podia aconseguir uns avals assegurant que ell no havia comès cap delicte de sang; i així no se’l podrien emportar ni empresonar. D’altra banda, en Rafael també comptava amb un certificat que li podria portar el seu cosí Enrique, el qual s’havia casat amb una dona francesa i tenia la nacionalitat francesa, amb el qual es podia permetre emportar-se’l de la frontera. Retornant amb el cas del Pedro, ell no va poder enviar-li mai els avals a la frontera francesa a en Rafael, ja que a finals de l'any 1939 va ser assassinat per uns motoristes al carrer Montserrat de Sabadell. La identitat d'aquests motoristes es desconeix.
Així doncs, en Rafael sense els avals, es va veure obligat a continuar el seu recorregut de l'exili per França a través dels camps de treballadors i la Companyia de Treballadors Estrangers fins que a l'esclat de la Segona Guerra Mundial va ser capturat pels nazis.
Així va ser com va començar el seu recorregut de 3.000 quilòmetres pels camps de treball francesos, tot esperant que la situació a Espanya es destensés, als avals del Pedro, el certificat del cosí Enrique i a les indicacions de la seva esposa.

##### Sindicat lliure i la vinculació amb el Pedro
En Pedro i la seva vinculació amb el Sindicat Lliure
En Pedro, marit de la “Maria la padrina” es coneixien amb el Rafael pel fet que la seva esposa va ser la padrina del bateig de Maria Llorens.
En acabar la guerra, milers de republicans esperaven a la frontera francesa avals o qualsevol mena de documents per a poder tornar a Espanya. Els exiliats republicans què tenien algun familiar o conegut vinculat al règim franquista, demanaven què els enviessin avals assegurant que constava que ells “tenien bona conducta, o bé eren republicans per obligació”, per així facilitar el seu retorn a l'Espanya d'aleshores franquista. En aquest cas, en Pedro li va prometre a Maria Llorens que li faria uns avals al seu marit perquè pogués travessar la frontera francesa cap a Espanya. Així doncs, en Rafael com ja s’ha citat abans, esperava els seus avals. Aquests però, no van arribar mai.
En Pedro era membre del Sindicat Lliure, fet que la família i la gent del seu voltant desconeixia. Els Sindicats Lliures o Corporació General de Treballadors (Unió de Sindicats Lliures) eren una organització creada per militants carlins el 1919, sota el posterior lideratge de la Patronal Catalana i vinculats amb l'autoritat militar de Catalunya (el general Severiano Martínez Anido, el comandant Bartolomé Roselló i el capità Lasarte entre d'altres, sota les ordres de la Capitania General de Catalunya, comandada pel general Milans del Bosch).
També anomenats “els pistolers”, estaven plenament relacionats amb els poders franquistes i s’ocupaven de dur a terme la persecució d'opositors (perquè la ideologia republicana i moviments com l'anarquisme no s’estenguessin ni recuperessin força).
El nom de “Sindicat Lliure” emmascara amb la paraula agradable com és “lliure” els veritables anhels del règim (1939-); fet característic que utilitzaven també en la seva propaganda per enganyar a la població.

## Recorregut després de la derrota republicana en la guerra civil
Amb la guerra perduda, va començar el seu periple particular de retirada i exili forçat. En primer lloc, i a partir del febrer de 1939, va ser internat consecutivament en quatre camps de refugiats francesos diferents: Sant Cebrià de Rosselló, Agde, Vernet i Sètfonts. El 8 de novembre de 1939 ja havia estat traslladat a la 24a Companyia de Treballadors Estrangers del departament francès de La Mosel·la, al NE de França, i finalment va acabar essent deportat per l'exèrcit alemany, l'1 de juliol de 1940, al Dulag de Colmar (França ocupada), un camp de trànsit de presoners. D'allí passà a l'Stalag XI-B de Fallingbostel, Alemanya, amb el número 87097, i després al camp de concentració de Mauthausen, a partir del 27 de gener de 1941, amb el núm. 6753. El seu trajecte acabà a Gusen i més concretament al Castell d'Hartheim, un veritable centre d'extermini nazi, on hi morí assassinat el 22 de setembre de 1941.

#### Vernet d'Ariège
Ubicat al Pirineu francès, en el departament d'Ariège, entre els pobles de Le Vernet i Saverdun.
Era un campament militar francès construït el 1918, que va servir com a magatzem militar entre el final de la Primera Guerra Mundial i al començament de la segona.
El 1939, però, es converteix en un camp destinat a la recepció d'exiliats espanyols i presos comuns. El primer transport de presoners va ser el 10 de febrer de 1939, amb uns 5.000 presoners (la majoria excombatents de les Brigades Internacionals). El mateix any, el camp s’amplia per a l'acollida de 12.000 combatents espanyols, entre ells, arribaria en Rafael al voltant del mes de juliol del 1939. Així doncs, els primers interns espanyols van arribar al camp el 10 de febrer de 1939. En el camp únicament hi havia 19 barracons, però ràpidament es van construint els altres 29.
El setembre de 1939, el camp va passar a ser un camp d'internament a un camp disciplinari, ja que en el mateix es va internar a refugiats provinents d'altres camps i presons de la costa mediterrània francesa, qualificats per les autoritats franceses com republicans espanyols extremistes, i combatents de les Brigades Internacionals. Entre març i setembre van morir en el camp 57 espanyols a causa del fred i de la fam.
Un total de 40.000 persones de 58 nacionalitats van ser empresonades en aquest camp, principalment homes. Tot i que també hi van anar a parar dones i nens. Gent com el meu besavi, persones amb família, joves, amb aspiracions de canvi de les seves vides.
Tenia una extensió de 50 hectàrees i el camp es va dividir en quatre zones (A, B, C i T) separades per filferros d'espines. Dins de les zones de presó, hi havia 48 barracons de 210 m2 cadascun.
Les condicions de vida al camp van ser relatades per Arthur Koester en el seu llibre “La escoria de la tierra”14: "Era un campo de concentración terrible, la comida era malísima, era un lugar mugriento, los ratones y las ratas hormigueaban, los barracones estaban superpoblados, había más hombres de los que cabían, uno se helaba, en fin, pasé allíunos meses horribles”.
Contràriament, en Rafael sempre diu en les seves cartes que ell allà hi està molt bé, que treballa molt. Això s’explica perquè a partir del 1939, després de la inspecció del camp pel general Gamelin, les condicions van millorar i el menjar era més bo i variat, i s’hi va edificar una infermeria. Allà s’hi va estar des del juliol de 1939 fins a finals d'agost. Coneixem que va romandre en les barraques 38 i 27, en la zona A, on s’hi albergaven els presos comuns i alguns presos polítics.
Aquest camp es va tancar quan va esclatar la II Guerra Mundial, es va ordenar que es tanqués. Els civils, però, no paraven d'arribar, igual que els excombatents de Brigades Internacionals.
I aquells presoners que ja hi eren, van ser enviats a Companyies de Treballadors Estrangeres o altres camps, com en Rafael, que va ser enviat al camp de Stepfonds. Els deportats exiliats del règim franquista, aconseguien passar-se paquets de menjar i cartes a través dels filats d'espines.

#### Septfonds
El camp de treball de Septfonds també anomenat “Camp de Judes”, va ser creat amb urgència el febrer de l'any 1939, en el departament de Tarn i Garona. Va acollir a 16.000 espanyols. Era una zona humida on van improvisar uns barracons en els quals van distribuir a les persones segons els seus orígens i la seva formació militar. Aquesta distribució es va fer després d'expulsar
a dones, gent gran i nens i nenes. Aleshores, només van quedar-hi homes en plenes facultats físiques que van treballar primer en l'agricultura i posteriorment en la indústria. Set mesos després arribaria Rafael Monllor.
Segons el relat d'en Joaquín Castro Hernández (1914-2001), un testimoni que va viure els primers mesos en aquell camp d'internament, explica el condicionament d'aquest i com sobrevivien. Eren uns barracons de fusta on hi estaven tancats, controlats per soldats senegalesos i oficials militars francesos. Apunta que al principi dormien a terra, però que mesos més tard es van construir unes lliteres de fusta, i dormien a sobre d'un matalàs de tela de sac cobert de palla que havien de pagar clandestinament als homes del subministrament. Fent els càlculs, quan va arribar en Rafael a finals del setembre de 1939, aquestes lliteres ja hi eren. També tenien sabó i aigua, amb el qual netejaven la roba per evitar els polls i les pulcres.
La II Guerra Mundial va arribar amb la declaració d'aquesta a Alemanya per part del president francès Monsieur Daladier l'any 1939. A partir d'aquesta situació, el camp de concentració de Septfonds tremolava atemorit pel destí d'aquells homes veient el panorama internacional.
Afortunadament, no els va passar res, perquè l'aparició del mariscal Petáin, amb l'acord amb Hitler: van partir el territori francès en dos. I el camp de Septfonds es va incloure com a part del govern francès, evitant així la intervenció alemanya. Aquest fet va fer que milers de republicans espanyols que es trobaven en aquest camp, se salvessin.
No va tenir la mateixa sort el meu besavi, ja que si s’hagués quedat tres mesos més, els nazis no se l'haguessin emportat. Ell, va estar en aquest camp aproximadament un mes; de finals de juliol a finals d'agost del 1939. Després va anar a parar a la Companyia de Treballadors Estrangers del Departament de Mosel·la.

#### Companyia de Treballadors Estrangers (CTE)
A principis de 1939 el govern francès va establir l'obligació pels refugiats estrangers d'edats entre els 20 i els 48, de proporcionar prestacions militars semblants a quan els ciutadans francesos complien el servei militar. Aquestes prestacions van donar lloc a les companyies de treballadors estrangers: unitats militaritzades integrades per uns 250 homes liderades per oficials francesos, els quals feien feines relacionades amb les obres defensives de fronteres i els campaments militars. Al voltant de 20.000 republicans van participar-hi obligatòriament. A partir del setembre de 1939, dels estrangers de les companyies de treball franceses els espanyols eren la majoria. Aleshores, es van afegir tasques agrícoles i industrials reemplaçant la mà d'obra francesa mobilitzada.
El 1940 els espanyols de vuit Companyies de Treball (111, 112, 113, 114, 115, 116, 117, 118, 119) van viure el drama de Dunkerque, on la major part d'ells van morir defensant les posicions de Bray-les-Dunes. En Rafael Monllor estigué en la Companyia de Treballadors Estrangers espanyols abans d'anar al camp de presoners de Belfort, així consta en tres cartes incompletes de les quals no hi ha la data.
Camp de concentració nazi on estigué Rafael Monllor Berenguer: Mauthausen-Gusen
Mauthausen-Gusen era un complex de dos camps de concentració i posteriorment també d'extermini prop de les localitats de Mauthausen i Gusen a l'Alta Àustria durant l'etapa d'ocupació d'Àustria durant el Tercer Reich alemany. Es va començar a construir després de l'annexió amb Àustria l'any 1938. El nom del camp de Mauthausen també rep el nom de Mauthausen-Gusen pel subcamp que depenia de la direcció del camp principal, anomenat Gusen, que era un altre sistema de tres camps, Gusen I, II i III.
Els primers presoners van arribar en aquest camp alemany el 8 d'agost de 1938. Heinrich Himmler va ordenar detenir rodamons, captaires, gitanos, homosexuals i criminals comuns; d'aquesta manera la població reclusa de Mauthausen ascendia a uns 2.700 homes. D’aquestes 2.700 persones, el 80% el formaven els presos comuns i els anomenats asocials, i l'altre 20% eren presos polítics, testimonis de Jehovà i homosexuals. Tots ells treballaven al planter (font de riquesa austríaca), les pedres de les quals s’edificaven construccions ordenades per Hitler. “O bé arribar dalt de tot o morir. Perquè si la pedra em queia a terra, em podia aixafar i, després, no hauria pogut tornar-me-la a carregar”, explica el testimoni Joaquim Amat-Piniella.
El 1940, el recinte comprenia uns vint barracons als quals es van anar afegint la part de la bugaderia, les dutxes subterrànies, la presó, les cuines i el búnquer subterrani. Tot aquest complex estava rodejat per un filferro elèctrica i torres de vigilància, però no va ser fins al 1941 (l'any que el meu besavi va ser-hi) i 1942 quan el camp va adquirir l'aspecte d'una fortalesa.
L'any 1941 i 1942 el recinte tenia més torres de vigilància, muralles, el camí de ronda, els garatges dels SS i l'edifici des d'on comendaven (Kommandantur). El 1943, es va instal·lar la cambra de
gas i el crematori. També es va ampliar el camp amb un altre recinte: camp II, que era destinat a les persones en quarantena. L'any 1944 es va dur a terme una altra ampliació (camp III) coneguda com el “camp de les tendes” on van anar a parar les dones i els més debilitats.

#### Castell de Hartheim: assassinat de Rafael Monllor Berenguer
El terme eutanàsia, en el llenguatge nazi, es refereix a la matança sistemàtica de discapacitats mentals i físics internats en institucions especials, sovint sense que ho sabessin les seves famílies, amb l'argument que eren una càrrega insuportable per a l'Estat, i suggerint un procés de millora genètica de la societat eliminant els elements que la contaminaven.
El programa d'eutanàsia va començar el juliol de 1939, sota control directe de Hitler. Gràcies a una forta campanya de conscienciació, la majoria de la comunitat mèdica va estar-hi a favor, però tot i això, l'octubre de 1939, Hitler va signar una autorització secreta que protegia el personal mèdic i els administradors de possibles procediments penals, al·legant que el programa responia a mesures de guerra. No obstant això, aquests assassinats no van tenir un seguiment incondicional per part del conjunt de la població alemanya, atès que alguns metges i membres de l'església es van resistir al programa.
El nom clau del programa va ser “T4”, perquè es trobava el seu enclavament al carrer Tiergantenstrasse 4 de Berlín. El seu seguiment es feia des de la fundació general d'instituts psiquiàtrics, la Comissió de treball del Reich d'hospitals neuropsiquiàtrics i la Societat d'utilitat pública de transport de malalts. Totes les operacions d'extermini estaven sota el comandament del Dr. Karl Brandt, que disposava de 350 metges SS i de sis instal·lacions amb cambres de gas: Bernburg, Brandenburg, Grafeneck, Hadamar, Hartheim i Sonnestein, a més de les unitats mòbils de Polònia.
Les víctimes del programa eren nens o adults amb discpacitat o alguna anomalia física o malaltia mental. Tant metges com infermeres, van ser obligats a informar d'aquells nens que neixéssin amb malformacions, destinant-los així, a una mort segura a través d'injeccions o de morfina.
La mort imprevista de milers de persones i certificats de defunció de característiques molt similars van fer aixecar sospites, de manera que el programa d'eutanàsia es va convertir en un secret i va despertar varies protestes. Hitler va ordenar el final del programa a finals d'agost de 1941, no obstant això, els assassinats van prosseguir de manera secreta, mitjançant injecció letal o sobredosi de drogues. Ho cobrien dient que eren víctimes de bombardejos i deportats dels camps de concentració veïns. El Tribunal militar de Nüremburg va calcular que la T4 havia acabat amb la vida de 275.000 persones.
El complex de Mathausen es completava amb el castell de Hartheim, a la propera població d'Alkoven, a catozorze quilòmetres de Linz. El castell renaixentista havia estat donat, l'any 1989, pel seu propietari per acollir un asil de malalts mentals. Però, el 1939 va ser expropiat pels nazis per posar-lo de servei de les operacions d'eutanàsia i per a dur a terme experiments mèdics. Des de l'any 1943 va ser considerat comandament i, el 1944, va ser classificat com a camp annex de Mathausen.
En aquest castell, hi van treballar unes 70 o 80 persones que acomplien la seva tasca amb unes rigoroses mesures de seguretat; a més dels experiments mèdics que s’hi duien a terme, l'edifici disposava d'una cambra de gas i d'un forn crematori. Amb aquests mecanismes assassinaven i es desfeien dels cossos més ràpidament.
Els primers transports per a persones no aptes per treballar (entre ells el meu besavi) van arribar a Hartheim des de diferents camps, a partir del maig de 1940, quan ja estava finalitzada la cambra de gas.
En els seus 55 mesos de funcionament, es van arribar a cometre de 30.000 a 40.000 assassinats, entre ells el de 409 republicans i en Rafael Monllor Belenguer va ser un d'ells.
El 12 de desembre de 1944, els SS van rebre l'ordre de transformar Hartheim en un inofensiu centre d'acollida infantil. A partir del mes de gener de 1945, un comando de 20 presoners de Mauthausen, entre ells espanyols, van ser enviats al castell per a dur a terme les tasques de demolicions i desmuntatge de les trituradores d'ossos, les fosses comunes i de les cambres de gas, mentre que una part de les instal·lacions van ser traslladades a una granja propera.
Actualment, el Castell de Hartheim s’ha convertit en el Memorial que recorda i difon el que allà es va dur a terme durant l'època nazi. I el govern austríac ha edificat al costat l'Institut Hartheim, el qual ofereix serveis de reinserció a persones discapacitades.

#### Assassinat Rafael Monllor
En Rafael Monllor Berenguer va ser assassinat dins d'una de les cambres de gas, asfixiat. i ofegat pel gas.
Mor de manera cruel, sent una dels milions de víctimes de l'holocaust. Després de recórrer 3.000 quilòmetres, d'haver lluitat al front d'Osca i del Segre defensant els valors de la República, d'haver estat presoner en el seu exili fent treballs forçats en dos camps de treballadors (Vernet i Septfonds); en una Companyia de Treballadors Estrengers Espanyols (CTE-24 la Mosel·la i CTE-140 Ambronay, prop de la frontera suïssa) i en dos camps de presoners de guerra, Dulag de Colmar i Stalag XI-B de la Baixa Saxònia, amb el número. 87097. Després traslladat en un comboi què hi anaven 1.472 republicans espanyols a Mauthausen i va ingressar amb el número 6753. El van matar en el Castell de Hartheim.